# Continentalidad

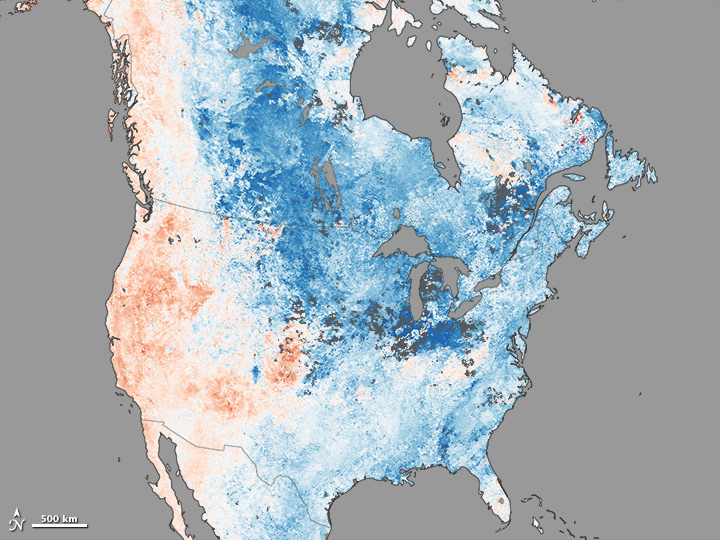
Anomalía de las temperaturas en América del Norte el 10 de enero de 2014. El color azul indica una anomalía negativa, es decir, en la zona continental de América, las temperaturas tenían un valor de unos 5 a 10 °C por debajo de la temperatura promedio para dicha zona. En cambio, cerca del océano Pacífico, la temperatura es superior a lo normal. La diferencia, que se debe a un vórtice polar es causada, en este caso, a la influencia oceánica de la costa occidental (océano Pacífico) y en menor grado, a la oriental (Atlántico).

Es uno de los factores fundamentales que definen el clima ya que la lejanía de las grandes masas de agua dificulta que llegue aire húmedo hasta estas regiones. En estas regiones se observa un aumento de la amplitud térmica y descenso de las precipitaciones debido a la lejanía de las masas de agua que suministran la humedad necesaria para las lluvias, además del hecho de que las zonas del interior de los continentes son zonas de alta presión o anticiclones donde el aire más pesado tiende a bajar, especialmente durante la noche, manteniendo el aire subsidente, bastante frío aunque muy seco, como puede verse en las regiones desérticas del interior de los continentes, que tienen una enorme amplitud térmica entre el día y la noche: en un mismo día se puede pasar desde el punto de congelación hasta los 40 °C o más. 
Es el efecto climático que produce la lejanía de una región respecto de un gran cuerpo de agua. Con el aumento de la distancia a un océano, disminuye la humedad y por consiguiente las precipitaciones, generando una mayor amplitud térmica (diferencia entre la temperatura máxima y la mínima que se registra diariamente).

## Ejemplos de continentalidad
- América del Norte: En Estados Unidos y, sobre todo, en Canadá, los climas son continentales en gran parte de su territorio, con grandes variaciones estacionales entre el verano y el invierno y lluvias relativamente escasas.
  - En Canadá, al sur del círculo polar ártico, hasta la frontera con los Estados Unidos, el clima es continental extremado, con temperaturas muy frías. Fort Vermilion, en la provincia de Alberta, a 58° de latitud Norte, puede alcanzar temperaturas de -70 °C, con una media en enero de casi -26 °C.
  - En los Estados Unidos,: los estados del norte central presentan un clima netamente continental, aunque no tan extremo como el del Canadá: Madison, en el estado de Wisconsin presenta en enero una temperatura media de -20,20 °C.
- Los países del norte de Europa: (Rusia, específicamente) y, sobre todo, de Asia (Siberia, Mongolia y otros) presentan un clima continental extremado, con temperaturas mínimas absolutas de unos -80 °C (Verjoiansk y Oimiakon, en Siberia, que constituyen lo que se ha denominado el Polo del frío).
- Los países del sureste asiático: donde la continentalidad, sumada al efecto orográfico de las cordilleras asiáticas, aísla la influencia oceánica hacia el interior del continente (Irán, Afganistán, Tíbet, China occidental), especialmente en el invierno, dando origen, lo mismo que se hizo referencia en el norte de Asia, a inviernos muy fríos.

## Un caso excepcional: el interior del continente sudamericano
La parte más continental de la América del Sur se encuentra ocupada por la cuenca del Amazonas, con un clima cálido y lluvioso que ha originado la selva más extensa que hay en el mundo. Es excepcional porque el océano Atlántico, de donde proceden los vientos alisios del sureste queda a miles de km hacia el este, a pesar de lo cual penetran los vientos cargados de humedad y de lluvias que llegan y hasta se acentúan al pie de los Andes.